# Július Brocka
Július Brocka (* 1. ledna 1957 Modra) je slovenský politik, po sametové revoluci člen Kresťanskodemokratické hnutie, za které byl od roku 1990 poslancem Slovenské národní rady, od vzniku samostatného Slovenska trvale poslancem Národní rady SR, v roce 1994 ministrem práce, sociálních věcí a rodiny ve vládě Jozefa Moravčíka.

## Biografie
V roce 1976 absolvoval Gymnázium J. Hollého v Trnavě, v letech 1976–1981 vystudoval Slovenskou vysokou školu technickou v Bratislavě se specializací na statiku stavebních konstrukcí. Následně působil v letech 1981–1990 jako projektant v podniku Stavoprojekt Trnava. Po sametové revoluci vstoupil do politiky. Už ve volbách roku 1990 byl zvolen do Slovenské národní rady za KDH a zastával v ní pozici předsedy poslaneckého klubu KDH. Mandát obhájil ve volbách roku 1992. V období březen – prosinec 1994 zastával post ministra práce, sociálních věcí a rodiny ve vládě Jozefa Moravčíka. V letech 1990–1996 působil jako předseda okresní organizace KDH v Trnavě, v roce 1996 byl členem předsednictva KDH a o rok později se stal předsedou Krajské rady KDH pro Trnavský kraj. V předsednictvu KDH usedl opětovně roku 1999 a rok nato se stal místopředsedou této strany pro ekonomiku.
Za KDH byl v slovenských parlamentních volbách roku 1994 zvolen do Národní rady SR. Mandát poslance obhájil v parlamentních volbách roku 1998, parlamentních volbách roku 2002, parlamentních volbách roku 2006, parlamentních volbách roku 2010 i parlamentních volbách roku 2012. V nejvyšším slovenském zákonodárném sboru tak zasedá trvale více než 20 let.
V roce 2012 se jeho jméno zmiňovalo jako možný kandidát na místopředsedu KDH. Doporučila ho krajská rada v Trnavském kraji, ale celostátní Rada KDH s jeho nominací nesouhlasila. V červnu 2012 pak byl do funkce místopředsedy zvolen, třebaže neměl podporu celostátního vedení.